# Dhola
Dhola là một thị trấn thống kê (census town) của quận Bhavnagar thuộc bang Gujarat, Ấn Độ.

## Địa lý
Dhola có vị trí 21°53′B 71°47′Đ / 21,88°B 71,78°Đ Nó có độ cao trung bình là 56 mét (183 feet).

## Nhân khẩu
Theo điều tra dân số năm 2001 của Ấn Độ, Dhola có dân số 8049 người. Phái nam chiếm 52% tổng số dân và phái nữ chiếm 48%. Dhola có tỷ lệ 67% biết đọc biết viết, cao hơn tỷ lệ trung bình toàn quốc là 59,5%: tỷ lệ cho phái nam là 75%, và tỷ lệ cho phái nữ là 58%. Tại Dhola, 14% dân số nhỏ hơn 6 tuổi.